# Cis coriaceus
Cis coriaceus là một loài bọ cánh cứng trong họ Ciidae. Loài này được Baudi a Selve miêu tả khoa học năm 1873.